# Clifton (York)
Clifton – dzielnica w Yorku, w Anglii, w North Yorkshire, w dystrykcie (unitary authority) York. W 2011 dzielnica liczyła 13 548 mieszkańców. Clifton jest wspomniana w Domesday Book (1086) jako Cliftun/Cliftune.